# Taeniodera bandahara
Taeniodera bandahara är en skalbaggsart som beskrevs av Jan Krikken 1982. Taeniodera bandahara ingår i släktet Taeniodera och familjen Cetoniidae. Inga underarter finns listade i Catalogue of Life.